# 珠海珠江車
珠海珠江車業有限公司（ジューハイジュジアンしゃぎょう、英語: Zhuhai Zhujiang Vehicle, 中国語: 珠海珠江车业）は、中国・広東省珠海市金湾区に本部を持つ、オートバイ及びエンジンの製造・販売会社である。
単に珠江摩托（中国語: 珠江摩托）とも呼ばれる。

## 歴史
2002年5月に設立された。

## 製品
- ZJ-100
- ZJ-125
- ZJ-125R
- ZJ125-2/ZJ150-2
- ZJ125-5/ZJ150-5
- ZJ125-5A
- ZJ125-6/ZJ150-6
- ZJ125C/ZJ150C
- ZJ150
- ZJ48Q
- ZJ48Q-B
- ZJ48QT-A
- ZJ48QT-B
- ZJ50QT-A
- ZJ100T-5